# 黃閃翠灰蝶
黃閃翠灰蝶（學名：Chrysozephyrus kabrua），又名加布雷金灰蝶、玉山綠小灰蝶、鹿野綠小灰蝶、小綠灰蝶、卡布綠灰蝶玉山亞種。是一種灰蝶科的小型蝴蝶。

## 分類
此蝴蝶曾被歸類為Thecla kabrua Tytler。

## 描述
本種為中型灰蝶，具明顯雌雄二型性，體色多為褐色。
雄蝶頭部褐色、有白色細紋與白緣複眼，觸角深褐色具白環，下唇鬚白色混深褐，前伸且末端尖。胸腹背面深褐，腹面白亮。足白，跗節有深褐色紋，前足癒合、末端彎尖。前翅長18-20 mm，呈三角形，後翅葉狀，CuA2脈末端具絲狀尾突。
翅背面底色褐，覆有帶黃色金屬光澤的綠色鱗片，翅緣有窄黑邊，後翅外緣具藍色細線。腹面淺褐泛白，中線白色、鑲深褐邊，後翅形成W形；Sc+R1室有白短紋，中室末端有白邊短線，前翅亞外緣有深褐白邊帶紋，後翅有白色帶紋與弦月紋。臀區與CuA1室各具黑斑與橙色紋。緣毛主要白色。
雌蝶複眼疏毛、前足不癒合，翅紋呈B型或AB型。前翅內側有藍紫色亮斑，有時帶橙斑。翅腹面類似雄蝶，色較淡，翅緣與臀區也具白、黑、橙相間之斑紋。前翅緣毛多為褐色，後翅外褐內白。

## 分佈
分布於印度東北部、及中南半島北部及中國西南部。臺灣本島分佈於中至高海拔山區，臺灣北部較為少見。

## 棲地
棲息於常綠闊葉林，一年一世代，成蝶夏季出現。幼蟲以殼斗科狹葉櫟新芽為食，冬季以卵過冬，產於寄主植物枝條或休眠芽基部附近。

## 亞種
- Chrysozephyrus kabrua niitakanus (Kano, 1928) 臺灣
- Chrysozephyrus kabrua neidhoeferi Shimonoya & Murayama, 1971 臺灣
- Chrysozephyrus kabrua philipi Eliot, 1987 泰國北部
- Chrysozephyrus kabrua ueharai Koiwaya & Osada, 1998 寮國
- Chrysozephyrus kabrua konga Yoshino, 1999 四川
- Chrysozephyrus kabrua aungseini Koiwaya, 2000 緬甸
- Chrysozephyrus kabrua naokoae Morita, 2002 越南北部